# Garcia I (hrabia Aragonii)
García I Galíndez zwany Złym (hiszp. García I (Galíndez) el Malo; zm. prawdopodobnie w 833, a na pewno przed 858 rokiem) – hrabia Aragonii oraz hrabia Conflentu w latach 820-833. Był synem Galindo Belascotenesa i wnukiem Belasco, hrabiego Pampeluny w latach 799-812, a także bratankiem Velasco Velasqueza, hrabiego Pampeluny przed 816. Został teściem drugiego hrabiego aragońskiego Aznara Galíndeza I, którego pozbawił tronu.
Garcia swój przydomek zawdzięcza incydentowi, który wydarzył się przed 820. Jego szwagrowie, Centullo i Galindo I Aznárez zamknęli go w zamku dla żartu podczas zabawy na noc świętojańską. W odwecie zabił Centullo, a także porzucił swą żonę, Matronę. W 820 sprzymierzył się z Inigo Aristą, hrabią Pampeluny (późniejsza Nawarra), i z jego zbrojną pomocą pozbawił tronu frankijskiego lennika, a zarazem swego teścia. Sam został wasalem Inigo Aristy i poślubił jego córkę o nieznanym imieniu. Od 820 roku do 833 rządził Aragonią i Conflentem, natomiast wygnany Aznar Galindez I objął w posiadanie hrabstwo Cerdanyi i Urgell, nadane prawdopodobnie przez Franków. Zmarł lub zrezygnował z władzy w 833 roku.
Następcą Garcii został Galindo, jego syn, po którego śmierci Aragonię odzyskał szwagier Garcii, Galindo I Aznárez. Prawdopodobnie jego synem (z małżeństwa z Matroną) był też Velasco (zm. po 843), który został sprzymierzeńcem Abd ar-Rahmana II i być może przez jego zdradę Galindo utracił władzę.